# Aeropuerto de Adana Şakirpaşa
El Aeropuerto de Adana o Aeropuerto de Adana Şakirpaşa (en turco Adana Şakirpaşa Havalimanı) (IATA: ADA, OACI: LTAF) es un aeropuerto ubicado en la ciudad de Adana, Turquía.
El aeropuerto de Adana fue inaugurado como aeropuerto civil-militar en 1937. Inició sus operaciones civiles en 1956. Está a 3,5 km de la ciudad.

## Aerolíneas y destinos

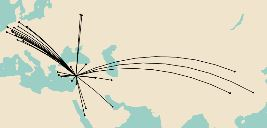
Destinos de los vuelos desde el aeropuerto de ADA

Las siguientes aerolíneas operan vuelos regulares en el Aeropuerto de Adana Şakirpaşa:
| Aerolíneas        | Destinos |
| ----------------- | --- |
| Aeroflot          | Moscú–Sheremetyevo |
| AnadoluJet        | Ankara, Beirut, Ercan, Estambul–Sabiha Gökçen Estacional: Erbil                                                                                             |
| Corendon Airlines | Estacional: Colonia/Bonn, Düsseldorf, Hannover, Núremberg                                                                                                   |
| Eurowings         | Estacional: Düsseldorf, Hamburgo, Stuttgart |
| Freebird Airlines | Chárter estacional: Teherán–Imam Khomeini |
| Pegasus Airlines  | Antalya, Düsseldorf, Ercan, Estambul–Sabiha Gökçen, Esmirna, Trebisonda, Van Estacional: Bodrum, Colonia/Bonn, Dalaman, Tabriz, Teherán–Imam Khomeini       |
| Qatar Airways     | Estacional: Doha |
| SunExpress        | Antalya, Düsseldorf, Fráncfort, Esmirna Estacional: Ámsterdam, Berlín, Bruselas, Hannover, Londres–Stansted (inicia 24 de mayo de 2024), Múúnich, Stuttgart |
| Saudia            | Estacional: Yeda |
| Turkish Airlines  | Estambul Estacional: Antalya, Berlín, Colonia/Bonn, Düsseldorf, Fráncfort, Hamburgo, Hannover, Medina, Stuttgart, Teherán–Imam Khomeini, Yeda               |